# Grupo de Observadores
El Grupo de Observadores (del inglés: Observer Group), precursor de la Compañía de Reconocimiento Anfibio del Cuerpo de Marines (Marine Corps Amphibious Reconnaissance Company) y de los Exploradores y Asaltantes de la Armada (Navy Scouts and Raiders), fue una unidad conjunta del Cuerpo de Marines y del Ejército, la primera de su tipo en Estados Unidos y de la Fuerza de Flota de los Marines en organizarse y entrenarse específicamente para el reconocimiento anfibio. El Grupo de Observadores experimentó con diversas metodologías y equipamientos para proyectar el reconocimiento desde el mar antes de que se creara la Unidad Marítima de la OSS, los Equipos de Demolición Submarina, las Fuerzas Especiales del Ejército y los Comandos Aéreos. Aquí también tuvo lugar el nacimiento de la inteligencia naval anfibia.

## Organización
El 13 de enero de 1941 el General Mayor Holland M. Smith renunció al mando de la 1.ª División de Marines y pasó a ser Comandante General del 1.º Cuerpo (Provisional) de la Flota Atlántica de Estados Unidos, junto con el Coronel Graves B. Erskine como su Jefe del Estado Mayor. A lo largo de ese año el comando conjunto, que se reunió en Cuántico (Virginia), fue redesignado en diversas ocasiones y adoptó los siguientes nombres: 18.ª Fuerza de Tarea (Task Force 18), Flota Atlántica de Estados Unidos (U.S. Atlantic Fleet); 1.ª Fuerza Conjunta de Entrenamiento, Flota Atlántica de Estados Unidos (1st Joint Training Force, U.S. Atlantic Fleet); Fuerza Anfibia del Atlántico (Atlantic Amphibious Force); Fuerza Anfibia, Fuerza del Atlántico (Amphibious Force, Atlantic Fleet); y finalmente Cuerpo Anfibio, Flota del Atlántico (Amphibious Corps, Atlantic Fleet). El Coronel Erskine, bajo el mando del General Smith, estaba a cargo de la sección de Inteligencia, que se encargó de idear de forma conjunta un plan cuyo objetivo era organizar una unidad de hombres especializados en reconocer las costas enemigas para la futuras misiones de invasión de Europa y el norte de África durante la Segunda Guerra Mundial.
En diciembre de 1941, cuando Estados Unidos entró en guerra, la unidad conjunta fue designada como "Grupo de Observadores" ("Observer Group"), que estaba compuesto por un pequeño grupo de soldados de la 1.ª División de Infantería del Ejército y por Marines de la 1.ª División del Cuerpo de Marines; dos oficiales y 22 soldados de tropa. Los Marines procedían en su mayoría de las Secciones del Regimiento de Inteligencia (R-2) y del 5° Batallón de Inteligencia (S-2), y también de las Secciones de División de Inteligencia (G-2) y de la 1.ª División de los Marines. El Grupo de Observadores estaba dirigido por el Teniente Primero Lloyd Peddicord, del Ejército de Estados Unidos, y comenzó a operar bajo la supervisión del Teniente Coronel del Ejército Louis Ely, del Cuerpo Anfibio - Flota del Atlántico (G-2). El Capitán James Logan Jones Sr. fue asignado para trabajar bajo el mando del Coronel Erskine como Asistente G-2 de la sección de Inteligencia, bajo el personal del Cuerpo Anfibio, a petición del Comandante General de la Fuerza Anfibia - Flota del Atlántico, el General Mayor Holland Smith. James Logan Jones Sr. hablaba con fluidez varios idiomas extranjeros y estaba estrechamente familiarizado con la zona objetivo de África. También tenía experiencia con vehículos y maquinarias mecánicas y mecanizadas. Además, tenía una experiencia mucho más que significativa ya que vivió en países extranjeros y tenía una destacada formación y veteranía militar. Debido a estas cualificaciones fue asignado al Grupo de Observadores desde febrero de 1942 hasta septiembre de 1942, tiempo durante el cual fue ascendido a Capitán.
En agosto de 1942 tanto el Ejército como la Armada separaron su esfuerzo conjunto y continuaron sus planificaciones en el norte de África en la denominada Operación Antorcha. En septiembre la Armada creó la Escuela Anfibia de Exploradores y Asaltantes (Amphibious Scout and Raider School) en la Base Naval Anfibia de Little Creek, dando origen posteriormente a la unidad de Exploradores y Asaltantes de la Armada (Navy Scouts & Raiders unit). El 7 de enero de 1943 el Grupo de Observadores restante, con el Capitán James Logan Jones Sr al mando, creó la Compañía de Reconocimiento Anfibio - Tropas Expedicionarias - Flota del Pacífico del Cuerpo Anfibio (Amphibious Reconnaissance Company, Expeditionary Troops, Amphibious Corps Pacific Fleet (ACPF).